# Tenza (ort)
Tenza är en ort i Colombia.   Den ligger i departementet Cundinamarca, i den centrala delen av landet, 90 km nordost om huvudstaden Bogotá. Tenza ligger 1 562 meter över havet och antalet invånare är 1 312.
Terrängen runt Tenza är kuperad åt sydost, men åt nordväst är den bergig. Runt Tenza är det ganska tätbefolkat, med 86 invånare per kvadratkilometer. Närmaste större samhälle är Garagoa, 6,4 km öster om Tenza. Omgivningarna runt Tenza är huvudsakligen savann.